# Новоизобильный
Новоизоби́льный — посёлок в Изобильненском районе (городском округе) Ставропольского края Российской Федерации.

## Варианты названия
- Посёлок опытно-мелиоративной станции,
- Посёлок отделения № 3 совхоза «Изобильненский»[2].

## География
Расположен при Правоегорлыкском канале в 4-5 км к северу от районного центра. Расстояние до краевого центра: 47 км.

## История
Основан в 1968 году. Строительство посёлка велось с целью «приблизить командные структуры совхоза „Изобильненский“ к семи тысячам гектаров орошаемых земель».
В 1972 году Указом Президиума ВС РСФСР посёлок опытно-мелиоративной станции и посёлок отделения № 3 совхоза «Изобильненский», фактически слившиеся в единый населённый пункт, переименованы в посёлок Новоизобильный.
К концу 1970-х годов в Новоизобильном были возведены 70 жилых домов (в том числе двух- и трёхэтажных), клуб, библиотека, детский сад. В 1993 году построена школа.
18 февраля 1993 года Малый Совет Ставропольского краевого Совета народных депутатов решил «Образовать в Изобильненском районе Новоизобильненский сельсовет с центром в посёлке Новоизобильный. Включить в его состав посёлок Новоизобильный и хутор Широбоков, выделенные из состава Тищенского сельсовета».
До 2017 года хутор был административным центром упразднённого Новоизобильненского сельсовета.

## Население
| 1989 | 2002  | 2010  | 2014  | 2021  |
| ---- | ----- | ----- | ----- | ----- |
| 1148 | ↗1265 | ↘1252 | ↘1250 | ↗1385 |

По данным переписи 2002 года, 94 % населения — русские.

## Инфраструктура
- Новоизобильненский сельский Дом культуры.
- Фельдшерско-акушерский пункт[14]
- Сбербанк, Доп.офис № 1858/040.
- Опытно-производственное хозяйство «Изобильненское». Основано 11 января 1956 года[15].

## Образование
- Детский сад общеразвивающего вида с приоритетным осуществлением социально-личностного направления развития детей № 26.
- Средняя общеобразовательная школа № 20.

## Транспорт
Из города Изобильного каждый час с 7.00 до 18.00 (перерыв с 12.00 до 14.00) ходит пригородный автобус № 110. Кроме того, мимо посёлка проходят автобусы, идущие в сёла Птичье и Тищенское.